# Protestas de la plaza de Tiananmén de 1976
Las protestas de la plaza de Tiananmén de 1976, también conocidas como el Incidente de Tiananmen (en chino simplificado, 四五天安门事件 Sìwǔ Tiān'ānmén shìjiàn, "Incidente de Tian'anmen del 5 de abril") tuvo lugar el 5 de abril de 1976 en la Plaza de Tianianmen en Pekín, China. El incidente ocurrió en el día tradicional de duelo, el Festival Qingming, y fue desencadenado por la muerte del Premier Zhou Enlai, poco antes en ese mismo año. El público desaprobaba en gran medida la eliminación de las demostraciones de duelo y comenzó a reunirse en la Plaza para protestar contra las autoridades centrales. Para ese entonces, el gobierno se encontraba bajo los auspicios de la Banda de los cuatro que ordenó que la Plaza fuera despejada.
El evento fue clasificado como contrarrevolucionario inmediatamente después de sucedido por el Comité Central del Partido Comunista. Sirvió como una puerta de acceso al despido y al arresto domiciliario del entonces vice-premier Deng Xiaoping, quien fue acusado de planear el evento. La decisión del Comité Central sobre el evento fue revertida después que Deng dejó el poder en 1978, lo que más tarde sería oficialmente mostrado como una manifestación de patriotismo.

## Causa
La muerte del primer ministro chino Zhou Enlai el 8 de enero de 1976 provocó la protesta. Zhou Enlai era un líder chino antiguo ampliamente respetado. Durante varios años y hasta su muerte, estuvo involucrado en una lucha por el poder político con otros líderes de larga edad en el Buró Político del Comité Central del Partido Comunista de China. Los antagonistas más poderosos y visibles del primer ministro Zhou eran los que componían la denominada Banda de los cuatro. La líder del grupo, Jiang Qing, estuvo casada con el presidente del Partido Comunista Mao Zedong. Para evitar una excesiva demostración popular por la muerte de Zhou, el Partido Comunista Chino limitó el período de duelo público; por ejemplo, la bandera nacional fue bajada a media asta solo por una hora.

## Duelo
En la cultura china, las personas celebraban el día 106 después del solsticio de invierno como el Festival Qingming, también conocido como Día de limpieza de las tumbas. En 1976, el festival tuvo lugar el 5 de abril. Incluso antes de ese día, los ciudadanos que se condolían por la muerte del primer ministro Zhou empezar a colocar coronas de flores de papel y crisantemos de papel blanco a los pies del Monumento a los Héroes del Pueblo en la Plaza de Tian'anmen. Por ejemplo, el 4 de abril, miles de residentes de Pekín llegaron hasta la plaza de Tian'ammen para dejar coronas fúnebres en el Monumento, así como poemas escritos a mano. Muchos de los poemas se referían y conmemoraban antiguos eventos históricos chinos, pero muchos otros intentaron criticar a los líderes chinos en el gobierno. Fue una forma de expresión indirecta sin comprometer la posibilidad de arresto por las fuerzas de seguridad (véase el recuento de Jan Wong de estos poemas en "Red China Blues"). Un ejemplo es un poema que implícitamente criticaba a Jiang Qing por atacar a Wu Zetian, una emperatriz de la Dinastía Tang del siglo VII que gobernó tras la muerte de su esposo.
El gran número de concurrentes y la intensidad de la demostración pública de duelo alarmó al gobierno y a los oficiales del Partido Comunista. El Buró Político se reunió de emergencia en el Gran Salón del Pueblo, ubicado a unos cuantos metros al oeste de la Plaza de Tian'nammen. Los líderes decidieron retirar todos los arreglos florales y los poemas.

## Respuesta gubernamental
Las fuerzas de seguridad públicas actuaron durante la noche del 4 al 5 de abril y limpiaron el área alrededor del Monumento. El 5 de abril, decenas de miles de residentes de Pekín regresaron al Monumento en la Plaza de Tian'nammen y quedaron consternados al encontrar que las coronas fúnebres y otros materiales conmemorativos habían sido retirados. Además, las fuerzas de seguridad pública acordonaron el área que rodeaba el Monumento para impedir que los manifestantes se acercaran.
Los líderes chinos, en especial Jian Qing (esposa de Mao Zedong) y Mao Yuanxin, vieron la concentración popular como una amenaza al movimiento de la Revolución Cultural. Consultaron con el presidente del Partido, Mao Zedong, arguyendo que estas personas eran capitalistas que estaban tratando de traer abajo la revolución proletaria. Se tomaron acciones la noche del 5 de abril, cuando la cifra de manifestantes eran unos miles. Controlada por Jiang Qing y el alcalde de Pekín, la milicia rodeó el área, luego fueron a los centros nocturnos para alejar a la gente del monumento.